# Crypturellus transfasciatus
Il tinamo sopraccigli chiari (Crypturellus transfasciatus (P.L. Sclater & Salvin, 1878)) è un uccello  della famiglia dei Tinamidi, diffuso in Ecuador occidentale e Perù nord-occidentale.

## Descrizione
Lunghezza: 27–29 cm.